# Mariara (Venezuela)
Mariara est le chef-lieu de la municipalité de Diego Ibarra dans l'État de Carabobo au Venezuela. Ses quartiers ouest et est dépendent respectivement des deux paroisses civiles qui constituent le territoire municipal, celle homonyme de Mariara et celle d'Aguas Calientes.

## Histoire
La ville est fondée le 3 décembre 1781 par l'évêque Mariano Martí (1720-1792).